# Bataille de Kagul
Guerre russo-turque de 1768-1774
Batailles
- Aspindza
- Nauplie (en)
- Orloff
- Tchesmé
- Larga
- Kagul
- Beyrouth (en)
- Patras
- Kozludzha (en)
- Kertch

La bataille de Kagul (russe : Сражение при Кагуле, turc : Kartal Ovasi Muharebesi) a été la plus importante bataille terrestre de la guerre russo-turque de 1768-1774, et s'est déroulée le 1er août 1770 (21 juillet du calendrier julien), en principauté de Moldavie, près du village de Frumoasa (appelé également Kagul, actuellement Cahul en Moldavie), une quinzaine de jours après la victoire russe de Larga. C'est une victoire russe décisive, alors que l'armée russe est largement inférieure en nombre

## Forces en présence

### Armée ottomanes
Les troupes ottomanes s'élevaient à 150 000 hommes, dirigées par le grand vizir Iwazadeh Khalil-pasha. Malgré la défaite à Larga deux semaines plus tôt, le moral est bon et des indications que les armées de Roumiantsev sont mal approvisionnées arrivent au commandement ottoman.

## Déroulement
Le commandant russe Piotr Alexandrovitch Roumiantsev organise son armée de 40 000 soldats en carrés et choisit de passer à l'offensive contre les forces alliées du Khanat de Crimée et de l'Empire Ottoman, qui se composaient de 30 000 fantassins et 45 000 cavaliers ottomans. Environ 80 000 cavaliers tatars étaient déployés à moins de 20 km du champ de bataille, mais ils ne prirent pas part aux combats.
L'attaque russe permet de mettre en fuite l'armée ottomane. On dénombre 1 000 victimes russes et 20 000 soldats tués et de blessés du côté ottoman. Avec leur victoire, les Russes s'emparent de 130 canons ottomans et de toutes les forteresses d'importance dans la région : Ismail (maintenant Izmail), Kilya (maintenant Kilia), Akkerman (maintenant Bilhorod-Dnistrovskyi), Ibrail (maintenant Brăila), Isakça (maintenant Isaccea), et Bender.

## Postérité
En commémoration de la victoire, Catherine II ordonne l'érection d'une obélisque à Detskoye Selo.